# حمله ۲۰۰۳ به عراق
تهاجم به عراق یا اشغال عراق در سال ۲۰۰۳، از ۱۹ مارس تا ۱ مه ۲۰۰۳ (۲۷ اسفند ۱۳۸۱ تا ۲۸ اردیبهشت ۱۳۸۲) به طول انجامید و منازعه‌ای را آغاز کرد که بعدتر به جنگ عراق مشهور شد، که از سوی ایالات متحده عملیات آزادی عراق خوانده می‌شد. تهاجم از ۲۱ روز عملیات رزمی اصلی، که در آن نیرویی ترکیبی از ایالات متحده آمریکا، بریتانیا، استرالیا و لهستان به عراق حمله و دولت بعثی صدام حسین را برکنار کردند تشکیل می‌شد. فاز تهاجم اساساً یک جنگ متعارف بود که در نتیجهٔ آن بغداد پایتخت عراق به اشغال نیروهای آمریکایی درآمد. در فاز اولیهٔ اشغال که از ۱۹ مارس تا ۹ آوریل ۲۰۰۳ به طول انجامید سربازان چهار کشور مشارکت کردند. این کشورها آمریکا (۱۴۸٬۰۰۰), بریتانیا (۴۵٬۰۰۰), استرالیا (۲٬۰۰۰), و لهستان (۱۹۴) بودند. ۳۶ کشور دیگر در پیامد آن نقش داشتند. تا ۱۸ فوریه ۱۰۰٬۰۰۰ سرباز آمریکایی برای آماده‌سازی برای تهاجم در کویت جمع شده بودند. نیروهای ائتلاف از نیروهای شورشی پیشمرگه در کردستان عراق حمایت می‌کردند.
حمله به عراق، نبرد الحواسم یا جنگ سوم خلیج فارس در سال ۲۰۰۳ اولین مرحله جنگ عراق بود. مرحله تهاجم در ۱۹ مارس ۲۰۰۳ (هوایی) و ۲۰ مارس ۲۰۰۳ (زمینی) آغاز شد و کمی بیش از یک ماه به طول انجامید. این حمله شامل ۲۶ روز عملیات رزمی بزرگ بود که در آن نیروهای ترکیبی از نیروهای ایالات متحده، بریتانیا، استرالیا و لهستان حضور داشتند. این مرحله اولیه به طور رسمی در ۱ می ۲۰۰۳ پایان یافت، زمانی که رئیس‌جمهور ایالات متحده جورج دابلیو بوش «پایان عملیات رزمی بزرگ» را اعلام کرد. پس از آن، مرجع موقت ائتلاف به عنوان اولین دولت انتقالی در میان چندین دولت انتقالی متوالی تأسیس شد که منجر به اولین انتخابات پارلمانی عراق در ژانویه ۲۰۰۵ شد. نیروهای نظامی ایالات متحده بعد از این جنگ تا سال ۲۰۱۱ در عراق باقی ماندند.
ائتلاف به رهبری ایالات متحده در مرحله اول تهاجم که از ۱۹ مارس تا ۱ مه ۲۰۰۳ ادامه داشت، ۱۷۷۱۹۴ سرباز را به عراق فرستاد. حدود ۱۳۰۰۰۰ سرباز تنها از ایالات متحده با حدود ۴۵۰۰۰ سرباز انگلیسی، ۲۰۰۰ سرباز استرالیایی و ۱۹۴ سرباز لهستانی وارد عراق شدند. ۳۶ کشور دیگر در دوره بعدی شرکت کردند. برای تدارک حمله، صدهزار سرباز آمریکایی در ۱۸ فوریه در کویت جمع شدند. به گفته جورج دبلیو بوش، رئیس‌جمهور آمریکا و تونی بلر، نخست‌وزیر بریتانیا، هدف ائتلاف «خلع سلاح‌های کشتار جمعی عراق، توقف حمایت صدام حسین از تروریسم و آزادی مردم عراق» بود. برخی دیگر بیشتر بر تأثیر حملات ۱۱ سپتامبر در تغییر محاسبات استراتژیک آمریکا و تقویت دستور کار آزادی تأکید دارند. به گفته بلر، دلیل این حمله، شکست عراق در استفاده از «آخرین فرصت» برای خلع سلاح هسته‌ای، شیمیایی و بیولوژیکی ادعایی خود بود که مقامات آمریکایی و بریتانیایی آن را تهدیدی مستقیم و غیرقابل تحمل برای صلح جهانی توصیف کرده‌اند.
در نظرسنجی سی‌بی‌اس که در ژانویه ۲۰۰۳ انجام شد، ۶۴ درصد آمریکایی‌ها موافقت کردند که اقدام نظامی علیه عراق انجام دهند، اما ۶۳ درصد از بوش می‌خواستند به جای جنگ، راه حل دیپلماتیک پیدا کند و ۶۲ درصد معتقد بودند که این جنگ آمریکا را بیشتر در معرض تهدید تروریسم قرار می‌دهد. لازم به ذکر است که حمله به عراق با مخالفت شدید برخی از متحدان دائمی آمریکا از جمله دولت‌های فرانسه، کانادا، آلمان و نیوزلند مواجه شد. رهبران آنها ادعا کردند که هیچ مدرکی دال بر سلاح‌های کشتار جمعی در عراق وجود ندارد و تهاجم به این کشور بر اساس گزارش کمیسیون نظارت، راستی آزمایی و بازرسی سازمان ملل متحد در ۱۲ فوریه ۲۰۰۳ موجه نیست.
لازم به ذکر است که حدود پنج هزار کلاهک شیمیایی، موشک یا بمب هوایی مربوط به زمان جنگ عراق کشف شد که قبل از جنگ خلیج فارس سال ۱۹۹۱ در زمان حکومت صدام ساخته و رها شده بودند. کشف این سلاح‌های شیمیایی توجیه دولت برای حمله را توجیه نمی‌کرد.
در ۱۵ فوریه ۲۰۰۳، یک ماه قبل از تهاجم، تظاهراتی در سراسر جهان علیه جنگ عراق برگزار شد، از جمله تظاهرات سه میلیون نفری در رم، که به عنوان بزرگ‌ترین تجمع ضد جنگ در گینس ثبت شده‌است. به گفتهٔ دومینیک رینیه، پژوهشگر فرانسوی، در بازهٔ زمانی سوم ژانویه تا دوازدهم آوریل ۲۰۱۳، ۳۶ میلیون نفر در سراسر جهان در حدود ۳۰۰۰ تظاهرات علیه جنگ علیه عراق شرکت کردند.
پیش از حمله به عراق، در ۲۰ مارس ۲۰۰۳ یک حمله هوایی به کاخ ریاست جمهوری در بغداد صورت گرفت. روز بعد نیروهای ائتلاف از نقطه تجمع خود در نزدیکی مرز عراق و کویت به استان بصره حمله کردند. در همین حال، نیروهای ویژه، یک حمله آبی-خاکی از خلیج فارس برای ایمن‌سازی بصره و میدان‌های نفتی اطراف آن آغاز کردند. ارتش مهاجم اصلی به سمت جنوب عراق حرکت و آن منطقه را اشغال کرد و در ۲۳ مارس درگیر نبرد ناصریه شد. حملات شدید هوایی در سراسر کشور که بر ضد فرماندهی و کنترل عراق صورت گرفت، باعث ایجاد اختلال در عملکرد ارتش دفاعی کشور شود و اجازه مقاومت مؤثر را نداد. در ۲۶ مارس، تیپ ۱۷۳ هوابرد در نزدیکی شهر کرکوک در شمال زمین فرود آمد و در آنجا به نیروهای شورشی کُرد پیوست و چندین عملیات بر ضد ارتش عراق برای تأمین امنیت بخش شمالی کشور انجام داد.
نیروی اصلی ائتلاف به عملیات خود در قلب عراق ادامه دادند و با مقاومت کمی روبرو شدند. بیشتر نیروهای نظامی عراق به سرعت شکست خوردند و در نهایت ائتلاف، بغداد را در ۹ آوریل اشغال کرد. عملیات‌های دیگری نیز علیه ارتش عراق انجام شد، از جمله تصرف و اشغال کرکوک در ۱۰ آوریل و حمله و تصرف تکریت در ۱۵ آوریل. با تکمیل اشغال کشور توسط نیروهای ائتلاف، صدام حسین رئیس‌جمهور عراق ناپدید شد. در اول ماه مه، جورج دبلیو بوش، رئیس‌جمهور آمریکا، پایان عملیات رزمی بزرگ را اعلام کرد. بدین ترتیب دوره حمله به پایان رسید و دوره اشغال نظامی آغاز شد.